# Macraspis rufonitida
Macraspis rufonitida är en skalbaggsart som beskrevs av Hermann Burmeister 1844. Macraspis rufonitida ingår i släktet Macraspis och familjen Rutelidae. Inga underarter finns listade i Catalogue of Life.